# Sosnowiec Pogoń
Sosnowiec Pogoń – zlikwidowana stacja kolejowa, znajdująca się na linii nr 185 (Sosnowiec Główny – Sosnowiec Pogoń) oraz linii kolei piaskowej nr 111 (Sosnowiec Pogoń – Rozkówka), przeznaczona tylko do ruchu towarowego.  
Od 2004 r. zdegradowana do statusu bocznicy. W latach 2004–2005 zdemontowano na całej linii sieć elektryczną, a na samej stacji dodatkowe tory i semafory. Budynek dworca i nastawnia od strony Milowic zostały wyburzone, a w czerwcu 2014 r. bocznicę stacyjną ostatecznie zlikwidowano. 
W miejscu zlikwidowanego torowiska trwają prace związane z zagospodarowaniem terenu. W lipcu 2020 r. rozpoczęto budowę osiedla domów mieszkalnych. Od listopada 2023 r. trwa budowa pierwszego w Metropolii GZM odcinka velostrady.